# Jonathan Gilbert
Jonathan J. Gilbert (Califòrnia, 10 de juliol de 1968) és un ex-actor de cinema i televisió estatunidenc.

## Vida i carrera
Gilbert és mundialment conegut per la seva interpretació de "Willie Oleson" a la sèrie de televisió NBC, Little House on the Prairie (1974-1983). És fill adoptiu dels actors Barbara Crane i Paul Gilbert i la seva germana adoptiva és Melissa Gilbert, qui va interpretar a "Laura Ingalls" a la mateixa sèrie. Barbara es va quedar viuda el 1976, quan es va morir el seu pare Paul Gilbert. Barbara després es va casar amb Harold Abeles, i un any després va tenir Sara Abeles, qui va canviar el seu nom pel de Sara Gilbert, tot i que ella no té cap relació de sang amb el pare adoptiu de Melissa Gilbert, que va morir un any i dues setmanes després del seu naixement. Jonathan és també un dels sis actors de la Little House on the Prairie que va aparèixer al llarg de tota la sèrie (les temporades i les pel·lícules), juntament amb Melissa Gilbert, Katherine MacGregor, Richard Bull, Kevin Hagen i Dabbs Greer.
Des que la Little House on the Prairie va acabar la seva producció, Gilbert va estudiar i es va graduar a la Universitat de Hamilton amb un grau del Llicenciat en Filosofia i Lletres seguit per un MBA a l'Escola de Finances de Bernard Zicklin Baruch. Finalment es va dedicar a treballar en l'empresa privada i es va instal·lar a la ciutat de Nova York.